# 安德鲁·M·格利森
安德鲁·M·格利森（1921年11月4日—2008年10月17日）是一位美国数学家，毕业于耶鲁大学，曾任美國數學學會会长，知名于在希尔伯特第五问题上的贡献。